# Franz Eymuth
Franz Eymuth (* 12. Februar 1797 in Neu-Wessely; † 30. September 1865 in Wittingau) war ein österreichischer Jurist und Politiker.

## Leben
Der Sohn eines herrschaftlichen Beamten war katholisch und heiratete im Jahr 1823.
Von 1815 bis 1818 studierte er Rechtswissenschaften an der Universität Wien. Nach dem Studium arbeitete er von 1818 bis 1821 als Protokollist beim Fürstlich-Schwarzenbergischen Landesgericht, zunächst in Murau, 1820 (zur Aushilfe) in Frauenburg (Steiermark) und seit 1820 in Authal. Danach war er von 1821 bis 1822 Substitut der Amts- und Bezirksgeschäfte der Fürstlich-Schwarzenbergischen Herrschaft Frauenburg, von 1822 bis 1823 fürstlicher Gerichtsverwalter in Frauenburg (mit Amtssitz in Unzmarkt), von 1823 bis 1834 fürstlicher Landesgerichtsverwalter, zunächst in Frauenburg (mit Amtssitz in Unzmarkt), seit 1831 in Murau und von 1834 bis Juni 1848 Oberverwalter der Fürstlich-Schwarzenbergischen Herrschaften in der Steiermark, zugleich Bezirkskommissär, Landesgerichts- und Vogteiverwalter sowie Kriminal- und Ortsrichter in Murau. Zuletzt war er zwischen Juni 1848 und 1865 Fürstlicher Rat in der Fürstlich-Schwarzenbergischen Zentralkanzlei in Wien (1855 Fürstlicher Hofrat).
Vom 18. Mai 1848 bis zum 8. Juni 1848 war er für den Wahlkreis 16. Steiermark (Judenburg) Abgeordneter der Frankfurter Nationalversammlung. Im Parlament war er fraktionslos. Sein Nachfolger wurde Heinrich Perisutti.